# Livgardens Historiske Samling
Livgardens Historiske Samling er en forsvarshistorisk samling, der dokumenterer og formidler Den Kongelige Livgardes historie. Samlingen omfatter Livgardens Museum (der fra 1. januar 2025 er lukket for offentligheden pga. renovering af Livgardens Kaserne), samt bibliotek, arkiv, kontorer og magasin. Samlingen blev indviet af dronning Margrethe 2. og prins Henrik 12. januar 1978.
Livgardens Historiske Samling befinder sig på Livgardens Kaserne med adgang fra Gothersgade. 
Livgardens Historiske Samling dokumenterer og formidler Livgardens udvikling både som kongens garde og som feltenhed i hæren fra oprettelsen i 1658 og frem til i dag. 
Livgardens Historiske Samling har en omfattende samling af uniformer, våben, dokumenter, modeller og andre effekter. De fleste af genstandene tilhører Den Kongelige Livgardes Officerskorps' Fond. 
Der er ca. 7.500 besøgende om året (Livgardens Museum er pt. lukket for offentligheden).
Arkiv og bibliotek er kun tilgængelige efter aftale. Samlingens arbejde varetages af en historiker, en studentermedhjælp og en ulønnet arkivar. Samlingen har ikke et særskilt budget men er afhængig af donationer og fondsstøtte. Desuden støttes samlingen af foreningen Livgardens Historiske Samlings Venner, der blev stiftet 11. juni 2018.